# Rio Bisericii Creek
O Rio Bisericii Creek é um rio da Romênia afluente do Mureş, localizado no distrito de Mureş.